# 푸로세미드
푸로세미드(furosemide, 푸로세마이드)는 심부전, 간경변, 신장병으로 인한 부종(폐부종 포함)을 치료하기 위해 사용되는 약물이다. 라식스(Lasix) 등의 상품명으로 판매된다. 고혈압 치료용으로도 사용할 수 있다. 정맥 주사 또는 구강을 통해 복용할 수 있다. 구강으로 섭취 시에는 일반적으로 한 시간 안에 효력이 시작하는 반면, 정맥 주사의 경우 5분 내에 효력이 시작하는 것이 보통이다.
일반적인 부작용으로는 기립성 저혈압, 귀울림, 광민감이 포함된다. 잠재적으로 심각한 부작용으로는 수분-전해질 불균형, 저혈압, 청각 장애가 포함된다. 치료 대상자에게는 주기적인 혈액 검사가 권고된다. 푸로세미드는 신장에 의한 나트륨의 재흡수를 감소시킴으로써 동작하는 고리이뇨제의 일종이다.
푸로세미드는 1962년에 발견되었으며 1966년 미국에서 의학용으로 승인되었다. 의료제도에서 필수적인 가장 효과적이고 안전한 의약품 목록인 WHO 필수 의약품 목록에 등재되어 있다.
개발도상국의 도매가는 하루 당 US$0.004 ~ US$0.02 사이이다.미국의 경우 제네릭 의약품으로 구매가 가능하며, 비용은 하루 당 대략 US$0.15이다. 2016년, 3,200만 이상의 처방과 더불어 미국 내에서 15번째로 많이 처방을 받은 약물이었다. 다른 약물을 감출 수 있다는 우려로 인하여 세계반도핑기구의 금지 약물로 등재되어 있다.
운동 기인성 폐출혈의 치료 및 예방을 위해 경주마에도 사용되고 있다.

## 추가 문헌
- en:Aventis Pharma (1998). Lasix Approved Product Information. Lane Cove: Aventis Pharma Pty Ltd.
- Barbara Forney (2007). 《Understanding Equine Medications, Revised Edition (Horse Health Care Library)》. Eclipse Press. ISBN 978-1-58150-151-3.